# Shielfoot
Shielfoot (Schots-Gaelisch: Bun na h-Abhann) is een dorp in de Schotse lieutenancy Inverness in het raadsgebied Highland.